# Infinite Love, Infinite Tears
Infinite Love, Infinite Tears ist ein Musikalbum von Alan Braufman. Die am 2. November 2023 im The Bunker Studio, Brooklyn, entstandenen Aufnahmen erschienen am 17. Mai 2024 auf dem Label Valley of Search.

## Hintergrund
Der gebürtige Brooklyner Braufman war eine der Säulen der New Yorker „Loft-Jazz“-Szene der 1970er Jahre, vielleicht der Höhepunkt der Wirkung und Sichtbarkeit der Avantgarde in der Jazzwelt, meint Michael J. West. Braufman war einer der Besitzer (zusammen mit dem Saxophonisten David S. Ware und dem Pianisten Cooper-Moore) des bahnbrechenden Lofts 501 in der New Yorker Canal Street, wo er 1975 sein Debütalbum Valley of Search aufnahm. Obwohl der Saxophonist einen Großteil der nächsten 40 Jahre außerhalb von New York verbracht hatte und mit Künstlern wie Carla Bley, den Psychedelic Furs und Philip Glass auf Tournee ging, erlebte er in den letzten Jahren einen kreativen Aufschwung, so West. Zu den jüngsten Mitarbeitern zählen der Tenorsaxophonist James Brandon Lewis, die Klarinettistin/Sängerin Angel Bat Dawid und die Vibraphonistin Patricia Brennan.
Alan Braufman nahm das Album in Sextettbesetzung auf. Von der Mannschaft seines 2020 aufgenommenen Albums The Fire Still Burns stammen James Brandon Lewis, Ken Filiano (Bass) und Michael Wimberly (Perkussion). Neu rekrutierte er 2023 für Infinite Love, Infinite Tears Patricia Brennan (anstelle von Cooper-Moore) sowie Chad Taylor am Schlagzeug.

## Titelliste
- Alan Braufman: Infinite Love, Infinite Tears (Valley of Search VOS009)[2]

1. Chasing a Melody 8:35
2. Infinite Love Infinite Tears 5:09
3. Spirits 9:53
4. Edge of Time 5:25
5. Brooklyn 4:22
6. Liberation 9:18

Die Kompositionen stammen von Alan Braufman.

## Rezeption
Im Down Beat erhielt das Album eine sehr gute Benotung mit vier (von fünf) Sternen. Kritikerin Veronica Johnson betonte, dass die sechs Songs auf Infinite Love, Infinite Tears allesamt „genial ausgedacht“ seien. Bronfman verfolge eine einzigartige Kompositionsmethode und generiere die Melodien nicht am Klavier oder seinem Instrument, sondern entwickelte sie beim Singen. Nur das, was er noch nach einigen Tagen erinnere, werde dann schriftlich festgehalten. Wenn er diese Kompositionen mit seinen Bandmitgliedern aufführe, sei äußerste Schönheit in Form von intensiver Freude und Getöse das Ergebnis.
Das erste, was einem an Infinite Love, Infinite Tears auffalle, sei, wie reich das Album an Melodien und Harmonien ist, schrieb Michael J. West (Daily Bandcamp). Genauer gesagt: Es handle sich um summbare, mit Phrasen gefüllte Melodien (wie das verspielte und treffend betitelte „Chasing a Melody“) und konsonante, verführerische Harmonien (das berauschende „Edge of Time“), und sie basierten auf kraftvollem Swing und anderen ansteckenden Grooves (der klatschende Funk von „Spirits“). Es sei sicherlich nicht die Vorstellung der meisten Leute von einem Free-Jazz-Album. Aber andererseits würde uns Braufman erinnern, dass Free Jazz nicht den Vorstellungen zu entsprechen habe, wie er klingen sollte, und das sei der springende Punkt.
Thom Jurek besprach das Album für Allmusic und bewertete es mit vier von fünf Sternen: Infinite Love, Infinite Tears sei nicht nur forschender, sondern zugleich unmittelbar zugänglicher als seine Vorgängeralben. Braufmans Kompositionsansatz reflektiere seine sich seit langem entwickelnde Ästhetik, das Melodische mit der Avantgarde auszubalancieren; er werde durch die Stärke dieser Band unterstrichen, die diese Vorlieben auf großartige Weise zum Tragen bringe.
Eine der ermutigendsten Geschichten über die Wiederaufnahme einer kreativen Musikkarriere ist die von Alan Braufman, schrieb Ken Waxman (JazzWord).  Trotz seines Stammbaums würde er hier kein Nostalgie-Act bieten, indem er seinen neuen Kompositionen neue Texturen verleiht und neue Spieler willkommen heiße.  Die Beiträge von Michael Wimberly und Patricia Brennan seien für die Architektur dieses Albums von entscheidender Bedeutung. Allerdings würde jeder mit vollständiger Kontrolle spielen, neben dem raffinierten Einsatz erweiterter Techniken. Indem Braufman diesen musikalischen Weg für sich selbst vorgebe, signalisiere er seine anhaltende Originalität und Anpassungsfähigkeit.
Das Album gelangte im Juli 2024 auf #23 bei dem von Tom Hull erhobenen Mid-Year Jazz Critics Poll.